# Jacques Mevis
Jacques Mevis (Masnuy-Saint-Jean, 16 mei 1935 - Jurbeke, 19 december 1984) was een Belgisch volksvertegenwoordiger en burgemeester.

## Levensloop
Mevis promoveerde tot regent en stond verschillende jaren in het onderwijs.
Van 1971 tot aan de fusie van 1976 was hij gemeenteraadslid en burgemeester van Masnuy-Saint-Jean. Van 1977 tot 1982 zetelde hij vervolgens als oppositielid in de gemeenteraad van Jurbeke.
Voor de PRL werd hij in juni 1983 als opvolger van Michel Tromont lid van de Kamer van volksvertegenwoordigers voor het arrondissement Bergen. Hij zetelde zo ook in de Waalse Gewestraad en de Franse Gemeenschapsraad. Hij bleef parlementslid tot aan zijn plotse dood in december 1984 en werd opgevolgd door Jacqueline Ghevaert-Croquet.